# Министерство на земеделието на България
Министерство на земеделието и храните е висш върховен орган на държавната власт който провежда държавната политика в областта на селското стопанство, храните и горите.

## Министри

### Министри на търговията и земеделието (1893 – 1911)
| правителство | име                  | дати                                 | партия                          | партия |
| ------------ | -------------------- | ------------------------------------ | ------------------------------- | ------ |
| Стамболов    | Панайот Славков      | 1 декември 1893 – 31 май 1894        | Народнолиберална партия         |        |
| Стоилов 2    | Димитър Тончев       | 31 май 1894 – 14 октомври 1894       | Либерална партия (радослависти) |        |
| Стоилов 2    | Иван Гешов           | 14 октомври 1894 – 21 декември 1894  | Народна партия                  |        |
| Стоилов 3    | Иван Гешов           | 21 декември 1894 – 22 февруари 1896  | Народна партия                  |        |
| Стоилов 3    | Григор Начович       | 22 февруари 1896 – 12 януари 1897    | Народна партия                  |        |
| Стоилов 3    | Иван Гешов           | 12 януари 1897 – 7 септември 1897    | Народна партия                  |        |
| Стоилов 3    | Константин Величков  | 7 септември 1897 – 5 декември 1898   | Народна партия                  |        |
| Стоилов 3    | Найден Бенев         | 23 ноември 1898 – 18 януари 1899     | Народна партия                  |        |
| Греков       | Григор Начович       | 30 януари 1899 – 13 октомври 1899    | Либерална партия (радослависти) |        |
| Иванчов 1    | Григор Начович       | 13 октомври 1899 – 21 септември 1900 | Либерална партия (радослависти) |        |
| Иванчов 1    | Йов Титоров          | 21 септември 1900 – 10 декември 1900 | Либерална партия (радослависти) |        |
| Иванчов 2    | Йов Титоров          | 10 декември 1900 – 22 януари 1901    | Либерална партия (радослависти) |        |
| Петров 1     | Петър Данчов         | 22 януари 1901 – 4 март 1901         | безпартиен                      |        |
| Каравелов 4  | Александър Людсканов | 4 март 1901 – 3 януари 1902          | Прогресивнолиберална партия     |        |
| Данев 1      | Александър Людсканов | 3 януари 1902 – 22 март 1902         | Прогресивнолиберална партия     |        |
| Данев 1      | Петър Абрашев        | 22 март 1902 – 15 ноември 1902       | Прогресивнолиберална партия     |        |
| Данев 2      | Петър Абрашев        | 15 ноември 1902 – 31 март 1903       | Прогресивнолиберална партия     |        |
| Данев 3      | Петър Абрашев        | 31 март 1903 – 18 май 1903           | Прогресивнолиберална партия     |        |
| Петров 2     | Димитър Попов        | 18 май 1903 – 6 септември 1903       | Народнолиберална партия         |        |
| Петров 2     | Никола Генадиев      | 6 септември 1903 – 4 ноември 1906    | Народнолиберална партия         |        |
| Петков       | Никола Генадиев      | 4 ноември 1906 – 11 март 1907        | Народнолиберална партия         |        |
| Станчов      | Никола Генадиев      | 11 март 1907 – 16 март 1907          | Народнолиберална партия         |        |
| Гудев        | Никола Генадиев      | 16 март 1907 – 29 януари 1908        | Народнолиберална партия         |        |
| Малинов 1    | Андрей Ляпчев        | 29 януари 1908 – 18 септември 1910   | Демократическа партия           |        |
| Малинов 2    | Тодор Кръстев        | 18 септември 1910 – 29 март 1911     | Демократическа партия           |        |
| Гешов        | Димитър Христов      | 29 март 1911 – 14 януари 1912        | Прогресивнолиберална партия     |        |

### Министри на земеделието и държавните имоти (1911 – 1947)
| правителство   | име                  | дати                                | партия                          | партия |
| -------------- | -------------------- | ----------------------------------- | ------------------------------- | ------ |
| Гешов          | Димитър Христов      | 14 януари 1911 – 14 юни 1913        | Прогресивнолиберална партия     |        |
| Данев 4        | Александър Людсканов | 14 юни 1913 – 17 юли 1913           | Прогресивнолиберална партия     |        |
| Радославов 2   | Никола Генадиев      | 17 юли 1913 – 6 октомври 1913       | Народнолиберална партия         |        |
| Радославов 2   | Петър Динчев         | 6 октомври 1913 – 5 януари 1914     | Либерална партия (радослависти) |        |
| Радославов 3   | Петър Динчев         | 5 януари 1914 – 21 юни 1918         | Либерална партия (радослависти) |        |
| Малинов 3      | Рашко Маджаров       | 21 юни 1918 – 17 октомври 1918      | Демократическа партия           |        |
| Малинов 4      | Андрей Ляпчев        | 17 октомври 1918 – 28 ноември 1918  | Демократическа партия           |        |
| Теодоров 1     | Димитър Драгиев      | 28 ноември 1918 – 7 май 1919        | БЗНС                            |        |
| Теодоров 2     | Димитър Драгиев      | 7 май 1919 – 6 октомври 1919        | БЗНС                            |        |
| Стамболийски 1 | Райко Даскалов       | 6 октомври 1919 – 21 май 1920       | БЗНС                            |        |
| Стамболийски 1 | Александър Оббов     | 21 май 1920 – 9 февруари 1923       | БЗНС                            |        |
| Стамболийски 2 | Александър Оббов     | 9 февруари 1923 – 9 юни 1923        | БЗНС                            |        |
| А. Цанков 1    | Янаки Моллов         | 9 юни 1923 – 22 септември 1923      | Демократически сговор           |        |
| А. Цанков 1    | Янаки Моллов         | 22 септември 1923 – 4 януари 1926   | Демократически сговор           |        |
| Ляпчев 1       | Димитър Христов      | 4 януари 1926 – 12 септември 1928   | Демократически сговор           |        |
| Ляпчев 2       | Димитър Христов      | 12 септември 1928 – 15 май 1930     | Демократически сговор           |        |
| Ляпчев 3       | Григор Василев       | 15 май 1930 – 14 май 1931           | Демократически сговор           |        |
| Ляпчев 3       | Христо Статев        | 14 май 1931 – 29 юни 1931           | Демократически сговор           |        |
| Малинов 5      | Димитър Гичев        | 29 юни 1931 – 12 октомври 1931      | БЗНС Врабча 1                   |        |
| Мушанов 1      | Димитър Гичев        | 12 октомври 1931 – 7 септември 1932 | БЗНС Врабча 1                   |        |
| Мушанов 2      | Димитър Гичев        | 7 септември 1932 – 31 декември 1932 | БЗНС Врабча 1                   |        |
| Мушанов 3      | Константин Муравиев  | 31 декември 1932 – 19 май 1934      | БЗНС Врабча 1                   |        |
| Кьосеиванов 1  | Димитър Атанасов     | 23 ноември 1935 – 4 юли 1936        | безпартиен                      |        |
| Кьосеиванов 2  | Ради Василев         | 4 юли 1936 – 21 май 1937            | безпартиен                      |        |
| Кьосеиванов 2  | Банко Банков         | 21 май 1937 – 14 ноември 1938       | безпартиен                      |        |
| Кьосеиванов 3  | Иван Багрянов        | 14 ноември 1938 – 23 октомври 1939  | безпартиен                      |        |
| Кьосеиванов 4  | Иван Багрянов        | 23 октомври 1939 – 15 февруари 1940 | безпартиен                      |        |
| Филов 1        | Иван Багрянов        | 15 февруари 1940 – 4 февруари 1941  | безпартиен                      |        |
| Филов 1        | Богдан Филов         | 4 февруари 1941 – 15 февруари 1941  | безпартиен                      |        |
| Филов 1        | Димитър Кушев        | 15 февруари 1941 – 11 април 1942    | безпартиен                      |        |
| Филов 2        | Христо Петров        | 11 април 1942 – 14 септември 1943   | безпартиен                      |        |
| Божилов        | Иван Бешков          | 14 септември 1943 – 1 юни 1944      | безпартиен                      |        |
| Багрянов       | Дончо Костов         | 1 юни 1944 – 12 юни 1944            | безпартиен                      |        |
| Багрянов       | Руси Русев           | 12 юни 1944 – 2 септември 1944      | безпартиен                      |        |
| Муравиев       | Христо Попов         | 2 септември 1944 – 9 септември 1944 | БЗНС Врабча 1                   |        |
| Георгиев 2     | Асен Павлов          | 9 септември 1944 – 17 август 1945   | БЗНС Пладне                     |        |
| Георгиев 2     | Александър Оббов     | 17 август 1945 – 29 септември 1945  | БЗНС                            |        |
| Георгиев 2     | Михаил Геновски      | 29 септември 1945 – 31 март 1946    | БЗНС                            |        |
| Георгиев 3     | Александър Оббов     | 31 март 1946 – 22 ноември 1946      | БЗНС                            |        |
| Г. Димитров 1  | Георги Трайков       | 22 ноември 1946 – 11 декември 1947  | БЗНС                            |        |

### Министри на земеделието и горите (1947 – 1948)
| правителство  | име            | дати                                | партия | партия |
| ------------- | -------------- | ----------------------------------- | ------ | ------ |
| Г. Димитров 2 | Георги Трайков | 11 декември 1947 – 19 декември 1948 | БЗНС   |        |

### Министри на земеделието (1948 – 1957)
| правителство  | име              | дати                              | партия | партия |
| ------------- | ---------------- | --------------------------------- | ------ | ------ |
| Г. Димитров 2 | Георги Трайков   | 19 декември 1948 – 20 юли 1949    | БЗНС   |        |
| Коларов 1     | Георги Трайков   | 20 юли 1949 – 20 януари 1950      | БЗНС   |        |
| Коларов 1     | Титко Черноколев | 20 януари 1950 – 22 юни 1951      | БКП    |        |
| Коларов 2     | Никола Стоилов   | 22 юни 1951 – 3 септември 1952    | БКП    |        |
| Коларов 2     | Станко Тодоров   | 3 септември 1952 – 20 януари 1954 | БКП    |        |
| Червенков     | Станко Тодоров   | 20 януари 1954 – 18 април 1956    | БКП    |        |
| Югов 1        | Станко Тодоров   | 18 април 1956 – 1 февруари 1957   | БКП    |        |

### Министри на земеделието и горите (1957 – 1960)
| правителство | име            | дати                           | партия | партия |
| ------------ | -------------- | ------------------------------ | ------ | ------ |
| Югов 1       | Станко Тодоров | 1 февруари 1957 – 11 юли 1957  | БКП    |        |
| Югов 1       | Иван Пръмов    | 11 юли 1957 – 15 януари 1958   | БКП    |        |
| Югов 2       | Иван Пръмов    | 15 януари 1958 – 29 април 1960 | БКП    |        |

### Министри на земеделието (1960 – 1962)
| правителство | име         | дати                           | партия | партия |
| ------------ | ----------- | ------------------------------ | ------ | ------ |
| Югов 2       | Иван Пръмов | 29 април 1960 – 17 март 1962   | БКП    |        |
| Югов 3       | Иван Пръмов | 17 март 1962 – 27 ноември 1962 | БКП    |        |

### Министри на селскостопанското производство (1962 – 1966)
| правителство | име          | дати                           | партия | партия |
| ------------ | ------------ | ------------------------------ | ------ | ------ |
| Живков 1     | Марин Вачков | 27 ноември 1962 – 12 март 1966 | БКП    |        |

### Министри на земеделието (1966 – 1968)
| правителство | име              | дати                            | партия | партия |
| ------------ | ---------------- | ------------------------------- | ------ | ------ |
| Живков 2     | Никола Палагачев | 12 март 1966 – 27 декември 1968 | БКП    |        |

### Министри на земеделието и хранителната промишленост (1968 – 1979)
| правителство | име             | дати                           | партия | партия |
| ------------ | --------------- | ------------------------------ | ------ | ------ |
| Живков 2     | Вълкан Шопов    | 27 декември 1968 – 9 юли 1971  | БКП    |        |
| Тодоров 1    | Вълкан Шопов    | 9 юли 1971 – 23 октомври 1973  | БКП    |        |
| Тодоров 1    | Ганчо Кръстев   | 23 октомври 1973 – 17 юни 1976 | БКП    |        |
| Тодоров 2    | Ганчо Кръстев   | 17 юни 1976 – 28 април 1978    | БКП    |        |
| Тодоров 2    | Григор Стоичков | 28 април 1978 – 29 април 1979  | БКП    |        |

### Председатели на Националния аграрно-промишлен съюз (1979 – 1986)
| правителство | име               | дати                        | партия | партия |
| ------------ | ----------------- | --------------------------- | ------ | ------ |
| Тодоров 2    | Васил Цанов       | 29 април 1979 – 27 май 1981 | БКП    |        |
| Тодоров 2    | Александър Петков | 27 май 1981 – 18 юни1981    | БКП    |        |
| Филипов      | Александър Петков | 18 юни 1981 – 21 март 1986  | БКП    |        |

### Министри на земеделието и горите (1986)
| правителство | име           | дати                           | партия | партия |
| ------------ | ------------- | ------------------------------ | ------ | ------ |
| Филипов      | Алекси Иванов | 24 март 1986 – 19 юни 1986     | БЗНС   |        |
| Атанасов     | Алекси Иванов | 19 юни 1986 – 26 декември 1986 | БЗНС   |        |

### Председатели на Съвета по селско и горско стопанство (1986 – 1987)
| правителство | име           | дати                              | партия | партия |
| ------------ | ------------- | --------------------------------- | ------ | ------ |
| Атанасов     | Алекси Иванов | 26 декември 1986 – 19 август 1987 | БЗНС   |        |

Съветът по селско и горско стопанство при Министерския съвет е създаден с решение на IX народно събрание на 25 декември 1986 г. Това един от четирите съвета при МС които по своята структура са уникални в политическата история тъй като в изпълнение на своите функции те издават решения които имат силата на актове на Министерския съвет тоест на решения на правителството и така са равни на Министерския съвет независимо от неговото съществуване като това е без аналог в историята на българската политика нито преди нито след тяхното закриване. Председателите на тези съвети са и Заместник-председатели на Министерския съвет (вицепремиери) но функциите на Председатели на тези съвети ги изравняват с министър-председателските в областта на съответния ресор и решенията на съвета по селско и горско стопанство не само имат силата на актове на Министерския съвет, но и са задължителни за министерствата и другите ведомства.
С решението на Народното събрание от 25 декември 1986 г. Алекси Иванов е избран за Заместник-председател на Министерския съвет (Вицепремиер) и Председател на Съвета по селско и горско стопанство при МС който е единствен негов ръководител. Също така Съветът по селско и горско стопанство при МС осъществява единно държавно ръководство и координира дейностите в аграрно промишления комплекс на страната което е основна негова функция.

### Министри на земеделието и горите (1987 – 1990)
| правителство | име           | дати                               | партия | партия |
| ------------ | ------------- | ---------------------------------- | ------ | ------ |
| Атанасов     | Алекси Иванов | 19 август 1987 – 19 декември 1988  | БЗНС   |        |
| Атанасов     | Георги Менов  | 19 декември 1988 – 8 февруари 1990 | БЗНС   |        |

- Министерство на земеделието и горите (МЗГ) , създадено на 19 август 1987г е със статут по висок от този на обикновено министерство, тъй като има функции на суперминистерство , създадено така с още 4 суперминистерства ( на икономиката и планирането , на външноикономическите връзки , на културата , науката и просветата и на народното здраве и социалните грижи ), заедно с което МЗГ наследява функциите на бившият Съвет по селско и горско стопанство при Министерският съвет , като освен редовни министерски заповеди , министерството има право да издава заповеди имащи силата на актове на Министерският съвет.В качеството си на министър на земеделието и горите Алекси Иванов получава и ранг на заместник-председател на Министерският свет, без да заема такава длъжност , като този статут на министерството е в сила до 19 декември 1988г.

### Министри на земеделието и хранителната промишленост (1990 – 1991)
| правителство | име          | дати                                 | партия | партия |
| ------------ | ------------ | ------------------------------------ | ------ | ------ |
| Луканов 1    | Тодор Пандов | 8 февруари 1990 – 21 септември 1990  | БСП    |        |
| Луканов 2    | Тодор Пандов | 21 септември 1990 – 20 декември 1990 | БСП    |        |
| Попов        | Борис Спиров | 20 декември 1990 – 8 ноември 1991    | БЗНС   |        |

### Министри на земеделието (1991 – 1992)
| правителство | име                | дати                         | партия                | партия |
| ------------ | ------------------ | ---------------------------- | --------------------- | ------ |
| Ф. Димитров  | Станислав Димитров | 8 ноември 1991 – 20 май 1992 | Демократическа партия |        |

### Министри на селскостопанското развитие, земеползването и възстановяването на поземлената собственост (1992)
| правителство | име            | дати                           | партия | партия |
| ------------ | -------------- | ------------------------------ | ------ | ------ |
| Ф. Димитров  | Георги Стоянов | 20 май 1992 – 30 декември 1992 | СДС    |        |

### Министри на земеделието (1992 – 1995)
| правителство | име           | дати                                | партия     | партия |
| ------------ | ------------- | ----------------------------------- | ---------- | ------ |
| Беров        | Георги Танев  | 30 декември 1992 – 17 октомври 1994 | безпартиен |        |
| Инджова      | Румен Христов | 17 октомври 1994 – 26 януари 1995   | СДС        |        |

### Министри на земеделието и хранителната промишленост (1995 – 1997)
| правителство | име                 | дати                            | партия                       | партия |
| ------------ | ------------------- | ------------------------------- | ---------------------------- | ------ |
| Виденов      | Васил Чичибаба      | 26 януари 1995 – 23 януари 1996 | БЗНС Александър Стамболийски |        |
| Виденов      | Светослав Шиваров   | 23 януари 1996 – 10 юни 1996    | БЗНС Александър Стамболийски |        |
| Виденов      | Кръстьо Трендафилов | 10 юни 1996 – 12 февруари 1997  | БСП                          |        |
| Софиянски    | Румен Христов       | 12 февруари 1997 – 21 май 1997  | СДС                          |        |

### Министри на земеделието, горите и аграрната реформа (1997 – 1999)
| правителство | име                | дати                           | партия  | партия |
| ------------ | ------------------ | ------------------------------ | ------- | ------ |
| Костов       | Венцислав Върбанов | 21 май 1997 – 21 декември 1999 | БЗНС-НС |        |

### Министри на земеделието и горите (1999 – 2007)
| правителство | име                | дати                              | партия  | партия |
| ------------ | ------------------ | --------------------------------- | ------- | ------ |
| Костов       | Венцислав Върбанов | 21 декември 1999 – 24 юли 2001    | БЗНС-НС |        |
| Симеон II    | Мехмед Дикме       | 24 юли 2001 – 23 февруари 2005    | ДПС     |        |
| Симеон II    | Нихат Кабил        | 23 февруари 2005 – 17 август 2005 | ДПС     |        |
| Станишев     | Нихат Кабил        | 17 август 2005 – 18 юли 2007      | ДПС     |        |

### Министри на земеделието и продоволствието (2007 – 2008)
| правителство | име         | дати                        | партия | партия |
| ------------ | ----------- | --------------------------- | ------ | ------ |
| Станишев     | Нихат Кабил | 18 юли 2007 – 24 април 2008 | ДПС    |        |

### Министри на земеделието и храните (2008 – 2017)
| правителство | име               | дати                            | партия     | партия |
| ------------ | ----------------- | ------------------------------- | ---------- | ------ |
| Станишев     | Валери Цветанов   | 24 април 2008 – 27 юли 2009     | ДПС        |        |
| Борисов 1    | Мирослав Найденов | 27 юли 2009 – 13 март 2013      | ГЕРБ       |        |
| Райков       | Иван Станков      | 13 март 2013 – 29 май 2013      | безпартиен |        |
| Орешарски    | Димитър Греков    | 29 май 2013 – 6 август 2014     | БСП        |        |
| Близнашки    | Васил Грудев      | 6 август 2014 – 7 ноември 2014  | безпартиен |        |
| Борисов 2    | Десислава Танева  | 7 ноември 2014 – 27 януари 2017 | ГЕРБ       |        |
| Герджиков    | Христо Бозуков    | 27 януари 2017 – 4 май 2017     | безпартиен |        |

### Министри на земеделието, храните и горите (2017 – 2021)
| правителство | име              | дати                                 | партия     | партия |
| ------------ | ---------------- | ------------------------------------ | ---------- | ------ |
| Борисов 3    | Румен Порожанов  | 4 май 2017 – 15 май 2019             | ГЕРБ       |        |
| Борисов 3    | Десислава Танева | 15 май 2019 – 12 май 2021            | ГЕРБ       |        |
| Янев 1       | Христо Бозуков   | 12 май 2021 – 16 септември 2021      | безпартиен |        |
| Янев 2       | Христо Бозуков   | 16 септември 2021 – 13 декември 2021 | безпартиен |        |

### Министри на земеделието (2021 – 2023)
| правителство | име         | дати                             | партия | партия |
| ------------ | ----------- | -------------------------------- | ------ | ------ |
| Петков       | Иван Иванов | 13 декември 2021 – 2 август 2022 | БСП    |        |
| Донев 1      | Явор Гечев  | 2 август 2022 – 3 февруари 2023  | БСП    |        |
| Донев 2      | Явор Гечев  | 3 февруари 2023 – 6 юни 2023     | БСП    |        |

### Министри на земеделието и храните (от 2023 г.)[3]
| правителство | име          | дати                            | партия     | партия |
| ------------ | ------------ | ------------------------------- | ---------- | ------ |
| Денков       | Кирил Вътев  | 6 юни 2023 – 9 април 2024       | безпартиен |        |
| Главчев 1    | Кирил Вътев  | 9 април 2024 – 22 април 2024    | безпартиен |        |
| Главчев 1    | Георги Тахов | 22 април 2024 – 27 август 2024  | безпартиен |        |
| Главчев 2    | Георги Тахов | 27 август 2024 – 16 януари 2025 | безпартиен |        |
| Желязков     | Георги Тахов | 16 януари 2025 – …              | безпартиен |        |

## Сграда
На мястото на днешната сграда на Министерството на земеделието са разкрити останки от трикорабна църква от V век с размери 35 × 20 метра и малък некропол около нея.
Министерството на земеделието се помещава в сграда с барокова архитектура на бул. Христо Ботев 55 от 1944 г., дело на българския архитект Никола Лазаров. Конкурсът за сграда на Окръжната палата датира още от 1912 г., но поради войните постройката е завършена едва през 1927 г. Днес представлява културна ценност.
До 1944 г. там се разполага Окръжната палата на Царство България и на едно място са събрани всички окръжни служби: Окръжната Сметна Палата, Окръжното управление, Окръжните медицински и ветеринарен лекари, Окръжните инженери и архитекти, Окръжните училищни инспектори, Окръжното контролно бюро по мерките и теглилките. Освен тях в сградата са Постоянната комисия с бюрата си: Техническо-училищно, Водоснабдително и Планоснемачно, Дирекцията на статистиката, Лесничейството и Районният горски инспектор.
През 1971 – 1975 г. зад старата сграда е построена нова, слепена за старата посредством преходник-коридор.

## Агенции към Министерството на земеделието
- Българска агенция по безопасност на храните
- Изпълнителна агенция по горите и съответните Регионални дирекции на горите Архив на оригинала от 2013-08-24 в Wayback Machine.